# Biographical Directory of the United States Congress

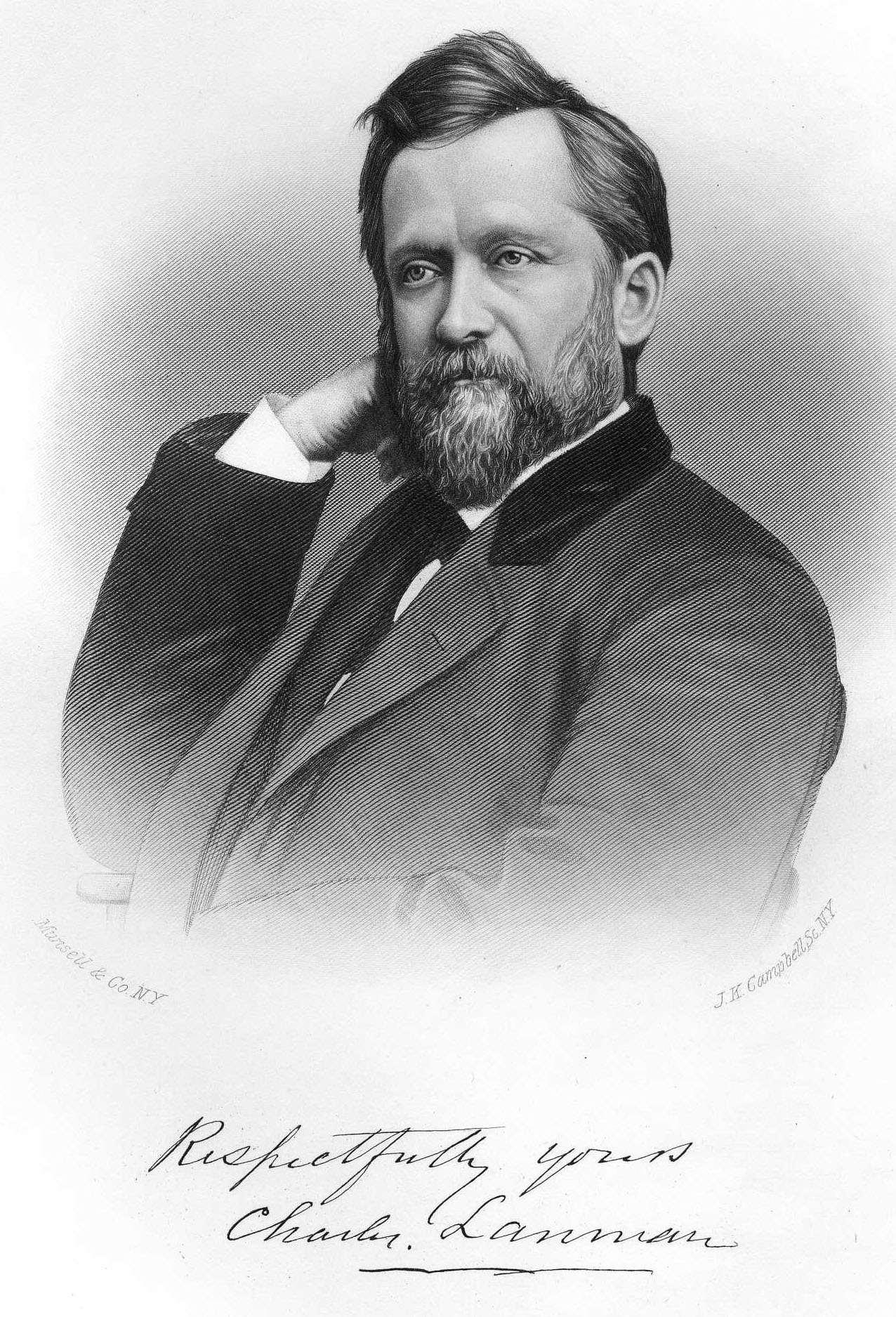
Charles Lanman (1819-1895) autor del Diccionario del Congreso que fue precursor del moderno Directorio Biográfico.

El Biographical Directory of the United States Congress (en español Directorio Biográfico del Congreso de los Estados Unidos) es un diccionario biográfico de todos los miembros actuales y anteriores del Congreso de los Estados Unidos y su predecesor, el Congreso Continental. También están incluidos los delegados de los territorios y el Distrito de Columbia y los Comisionados Residentes de las Filipinas y Puerto Rico.
La edición en línea también incluye una guía para las colecciones de investigación (una lista de instituciones donde se archivan los papeles, cartas, correspondencia y otros artículos están archivados), así como una amplia bibliografía de trabajos publicados en relación con cada miembro (una bibliografía más corta se incluye con la biografía).

## Historia
Charles Lanman, autor, periodista y exsecretario de Daniel Webster, reunió la primera colección de biografías de antiguos y actuales miembros del Congreso para su Diccionario del Congreso, publicado por JB Lippincott & Co. en 1859. Lanman proyectó su Diccionario del Congreso de los Estados Unidos para servir principalmente como una guía de los miembros del Congreso, así como las funciones de Directorio del Congreso de la época.
En 1864, la Cámara de Representantes y el Senado aprobaron la publicación de una versión actualizada del diccionario del Congreso de Lanman a cargo de la Oficina de Impresión del Gobierno, de reciente creación. A finales de 1860 el Congreso ofreció a Benjamin Perley Poore, periodista y secretario del Comité Senatorial de Impresión y Documentos, el trabajo de preparación de un Directorio del Congreso con información biográfica y el tipo de información de referencia que se encuentra en el Diccionario del Congreso.
En previsión del centenario de la independencia de Estados Unidos y en busca de un mercado no servido por el directorio del congreso de Poore, Lanman preparó los Anales biográficos del Gobierno Civil de los Estados Unidos, publicado por James Anglim de Washington D. C. en 1876. Este volumen combinaba biografías del Diccionario del Congreso con entradas de otros funcionarios gubernamentales desde 1776 y tablas de referencia expandidas. Poore ofreció un volumen histórico en 1878 con su Registro de Política y Directorio del Congreso, publicado por Houghton, Osgood y Company, Boston.
La Revisión de los anales biográficos de Lanman (Nueva York, 1887) de Joseph M. Morrison fue el directorio biográfico definitivo del Congreso para ser preparado y publicado en privado. En 1903, el Congreso autorizó la publicación de un directorio biográfico del Congreso de 1774 a 1903. Compilado bajo la dirección de O. M. Enyart, este fue el primer volumen preparado por el personal del Congreso, que se basó en las ediciones de Lanman y Poore, así como en la información biográfica impresa en el Directorio del Congreso desde el 40.º Congreso de los Estados Unidos (1867). Una revisión más exhaustiva y sistemática de las entradas biográficas se llevó a cabo antes de la Edición del Bicentenario. Ansel Wold, oficial mayor de la Comisión Mixta de Impresión, dirigió la compilación de este volumen publicado en 1928.
Esta encuesta de la década de 1920 dio biografías más detalladas y consistentes de las que se encontraban en las ediciones del siglo XIX o en los volúmenes anteriores compilados por el personal del Congreso. A pesar de que el Congreso autorizó cambios que fueron publicados en 1950, 1961 y 1971, las entradas de la edición de 1928 se mantuvieron prácticamente intactas en las tres ediciones posteriores. La creación de la Oficina Histórica del Senado en 1975 y la Oficina para el Bicentenario en la cámara de Estados Unidos de representantes en 1983 proporcionaron la primera oportunidad para que los historiadores profesionales revisaran y actualizaran el directorio biográfico. Las ediciones anteriores del Directorio biográfico y sus predecesores del siglo XIX ofrecían poca información sobre las carreras legislativas distintas de los términos de servicio. La edición bicentenario proporciona un registro más completo de los distintos miembros en el cargo. Una edición de 1996 fue publicada por el Congressional Quarterly, pero no alcanzó gran difusión debido al precio de la cubierta, mucho más alto.
El desarrollo y el uso creciente de Internet en la década de 1990 llevó a la creación de sitios web para la Cámara de Representantes y el Senado. Ray Strong, Secretario de la Cámara de Representantes de Estados Unidos, defendió la idea de publicar las entradas del directorio biográfico en Internet. Este comenzó a estar disponible en línea durante la semana del 9 de noviembre de 1998, bajo los auspicios de la Oficina del Secretario de la Cámara y la Oficina Histórica del Senado.